# Macromitrium braunii
Macromitrium braunii är en bladmossart som beskrevs av C. Müller 1851. Macromitrium braunii ingår i släktet Macromitrium och familjen Orthotrichaceae. Inga underarter finns listade i Catalogue of Life.